# Ottosen, Iowa
Ottosen là một thành phố thuộc quận Humboldt, tiểu bang Iowa, Hoa Kỳ. Năm 2010, dân số của thành phố này là 55 người.

## Dân số
Dân số qua các năm:
- Năm 2000: 61 người.
- Năm 2010: 55 người.